# Lista över fornlämningar i Torsås kommun
Lista över fornlämningar i Torsås kommun är en förteckning av ett urval av de fornlämningar som finns i Torsås kommun.

## Söderåkra
| Namn                             | Lämningstyp                 | Tillkomsttid | Historisk indelning | Plats       | Läge                 | ID-nr          | Bild                                      |
| -------------------------------- | --------------------------- | ------------ | ------------------- | ----------- | -------------------- | -------------- | ----------------------------------------- |
| Söderåkra 1:1                    | Grav markerad av sten/block |              | Söderåkra, Småland  | Fastlycke   | 56.471081, 16.023483 | 10086800010001 | Ladda upp en bild av detta fornminne      |
| Söderåkra 1:2                    | Grav markerad av sten/block |              | Söderåkra, Småland  | Fastlycke   | 56.471043, 16.023494 | 10086800010002 | Ladda upp en bild av detta fornminne      |
| Söderåkra 2:1                    | Gravfält                    |              | Söderåkra, Småland  | Ekestorp    | 56.466439, 16.083193 | 10086800020001 | Ladda upp en bild av detta fornminne      |
| Söderåkra 4:1 (Getabacken)       | Gravfält                    |              | Söderåkra, Småland  | Gunnarstorp | 56.462866, 16.112689 | 10086800040001 | Ladda upp en bild av detta fornminne      |
| Söderåkra 4:2                    | Stenkrets                   |              | Söderåkra, Småland  | Gunnarstorp | 56.462396, 16.112546 | 10086800040002 | Ladda upp en bild av detta fornminne      |
| Söderåkra 5:1                    | Röse                        |              | Söderåkra, Småland  | Böke        | 56.463118, 16.094391 | 10086800050001 | Ladda upp en bild av detta fornminne      |
| Söderåkra 6:1                    | Stensättning                |              | Söderåkra, Småland  |             | 56.462503, 16.088176 | 10086800060001 | Ladda upp en bild av detta fornminne      |
| Söderåkra 8:1                    | Röse                        |              | Söderåkra, Småland  |             | 56.461529, 16.094538 | 10086800080001 | Ladda upp en bild av detta fornminne      |
| Söderåkra 9:1                    | Gravfält                    |              | Söderåkra, Småland  | Gunnarstorp | 56.460659, 16.113783 | 10086800090001 | Ladda upp en till bild av detta fornminne |
| Söderåkra 10:1                   | Gravfält                    |              | Söderåkra, Småland  |             | 56.460441, 16.080953 | 10086800100001 | Ladda upp en bild av detta fornminne      |
| Söderåkra 11:1                   | Gravfält                    |              | Söderåkra, Småland  |             | 56.460540, 16.090412 | 10086800110001 | Ladda upp en bild av detta fornminne      |
| Kullbacke (Söderåkra 12:1)       | Gravfält                    |              | Söderåkra, Småland  | Böke        | 56.459851, 16.095127 | 10086800120001 | Ladda upp en bild av detta fornminne      |
| Söderåkra 13:1                   | Röse                        |              | Söderåkra, Småland  |             | 56.456954, 16.112809 | 10086800130001 | Ladda upp en bild av detta fornminne      |
| Söderåkra 14:1                   | Stensättning                |              | Söderåkra, Småland  |             | 56.455557, 16.114145 | 10086800140001 | Ladda upp en bild av detta fornminne      |
| Söderåkra 15:1                   | Röse                        |              | Söderåkra, Småland  |             | 56.458222, 16.093991 | 10086800150001 | Ladda upp en bild av detta fornminne      |
| Tumlarehallen (Söderåkra 18:1)   | Hällristning                |              | Söderåkra, Småland  | Övraby      | 56.452371, 16.014588 | 10086800180001 | Ladda upp en bild av detta fornminne      |
| Almrör (Söderåkra 19:1)          | Röse                        |              | Söderåkra, Småland  | Kroka       | 56.443782, 16.090898 | 10086800190001 | Ladda upp en bild av detta fornminne      |
| Söderåkra 20:1                   | Stensättning                |              | Söderåkra, Småland  | övraby      | 56.442255, 16.047097 | 10086800200001 | Ladda upp en bild av detta fornminne      |
| Stora rör (Söderåkra 22:1)       | Röse                        | Bronsålder   | Söderåkra, Småland  | Kroka       | 56.442043, 16.086690 | 10086800220001 | Ladda upp en till bild av detta fornminne |
| Söderåkra 25:1                   | Röse                        |              | Söderåkra, Småland  |             | 56.441427, 16.052225 | 10086800250001 | Ladda upp en bild av detta fornminne      |
| Söderåkra 25:2                   | Röse                        |              | Söderåkra, Småland  |             | 56.440743, 16.052279 | 10086800250002 | Ladda upp en bild av detta fornminne      |
| Söderåkra 26:1                   | Stensättning                |              | Söderåkra, Småland  |             | 56.439742, 16.076388 | 10086800260001 | Ladda upp en bild av detta fornminne      |
| Söderåkra 27:1                   | Röse                        |              | Söderåkra, Småland  | Bruatorp    | 56.439247, 16.070756 | 10086800270001 | Ladda upp en bild av detta fornminne      |
| Söderåkra 28:1                   | Röse                        |              | Söderåkra, Småland  |             | 56.439183, 16.075170 | 10086800280001 | Ladda upp en bild av detta fornminne      |
| Söderåkra 29:1                   | Röse                        |              | Söderåkra, Småland  |             | 56.437754, 16.057399 | 10086800290001 | Ladda upp en bild av detta fornminne      |
| Söderåkra 30:1                   | Röse                        |              | Söderåkra, Småland  | Kroka       | 56.435393, 16.080628 | 10086800300001 | Ladda upp en bild av detta fornminne      |
| Söderåkra 31:1                   | Röse                        |              | Söderåkra, Småland  | Bruatorp    | 56.436770, 16.070119 | 10086800310001 | Ladda upp en bild av detta fornminne      |
| Söderåkra 33:1                   | Röse                        |              | Söderåkra, Småland  |             | 56.429413, 16.109469 | 10086800330001 | Ladda upp en bild av detta fornminne      |
| Nötabacken (Söderåkra 34:1)      | Gravfält                    |              | Söderåkra, Småland  | Påboda      | 56.428599, 16.067502 | 10086800340001 | Ladda upp en bild av detta fornminne      |
| Söderåkra 35:1                   | Stensättning                |              | Söderåkra, Småland  |             | 56.428664, 16.076500 | 10086800350001 | Ladda upp en bild av detta fornminne      |
| Söderåkra 35:2                   | Stenkrets                   |              | Söderåkra, Småland  |             | 56.428759, 16.076406 | 10086800350002 | Ladda upp en bild av detta fornminne      |
| Söderåkra 37:1                   | Stensättning                |              | Söderåkra, Småland  | Påboda      | 56.425246, 16.080785 | 10086800370001 | Ladda upp en bild av detta fornminne      |
| Söderåkra 39:1                   | Röse                        |              | Söderåkra, Småland  | Påboda      | 56.417983, 16.073703 | 10086800390001 | Ladda upp en bild av detta fornminne      |
| Söderåkra 40:1                   | Gravfält                    |              | Söderåkra, Småland  | Ragnabo     | 56.402177, 16.073079 | 10086800400001 | Ladda upp en bild av detta fornminne      |
| Söderåkra 41:1                   | Gravfält                    |              | Söderåkra, Småland  | Kärrabo     | 56.370418, 16.067226 | 10086800410001 | Ladda upp en bild av detta fornminne      |
| Söderåkra 43:1                   | Röse                        |              | Söderåkra, Småland  | Skeppevik   | 56.366208, 16.073801 | 10086800430001 | Ladda upp en till bild av detta fornminne |
| Söderåkra 44:1                   | Röse                        |              | Söderåkra, Småland  | Skorrö      | 56.360574, 16.035297 | 10086800440001 | Ladda upp en bild av detta fornminne      |
| Stora rör (Söderåkra 47:1)       | Röse                        |              | Söderåkra, Småland  | Gata        | 56.359620, 16.052136 | 10086800470001 | Ladda upp en till bild av detta fornminne |
| Söderåkra 48:1                   | Gravfält                    |              | Söderåkra, Småland  | Järnsida    | 56.357221, 16.061415 | 10086800480001 | Ladda upp en till bild av detta fornminne |
| Söderåkra 49:1                   | Röse                        |              | Söderåkra, Småland  | Järnsida    | 56.349505, 16.070829 | 10086800490001 | Ladda upp en bild av detta fornminne      |
| Söderåkra 50:1                   | Stensättning                |              | Söderåkra, Småland  | Gata        | 56.346770, 16.072182 | 10086800500001 | Ladda upp en bild av detta fornminne      |
| Söderåkra 51:1                   | Stenkrets                   |              | Söderåkra, Småland  | Kabbetorp   | 56.344584, 16.045351 | 10086800510001 | Ladda upp en bild av detta fornminne      |
| Söderåkra 51:2                   | Röse                        |              | Söderåkra, Småland  | Kabbetorp   | 56.344422, 16.045056 | 10086800510002 | Ladda upp en bild av detta fornminne      |
| Söderåkra 51:3                   | Grav markerad av sten/block |              | Söderåkra, Småland  | Kabbetorp   | 56.344412, 16.045054 | 10086800510003 | Ladda upp en bild av detta fornminne      |
| Söderåkra 52:1                   | Röse                        |              | Söderåkra, Småland  | Kabbetorp   | 56.344129, 16.040212 | 10086800520001 | Ladda upp en bild av detta fornminne      |
| Söderåkra 52:2                   | Röse                        |              | Söderåkra, Småland  | Kabbetorp   | 56.343555, 16.040698 | 10086800520002 | Ladda upp en bild av detta fornminne      |
| Söderåkra 53:1                   | Stensättning                |              | Söderåkra, Småland  | Kabbetorp   | 56.343852, 16.041936 | 10086800530001 | Ladda upp en bild av detta fornminne      |
| Söderåkra 53:2                   | Stenkrets                   |              | Söderåkra, Småland  | Kabbetorp   | 56.343868, 16.042234 | 10086800530002 | Ladda upp en bild av detta fornminne      |
| Söderåkra 53:3                   | Stenkrets                   |              | Söderåkra, Småland  | Kabbetorp   | 56.343806, 16.042648 | 10086800530003 | Ladda upp en bild av detta fornminne      |
| Söderåkra 53:4                   | Stensättning                |              | Söderåkra, Småland  | Kabbetorp   | 56.344432, 16.042825 | 10086800530004 | Ladda upp en bild av detta fornminne      |
| Söderåkra 54:1                   | Röse                        |              | Söderåkra, Småland  | Rotavik     | 56.336464, 16.038464 | 10086800540001 | Ladda upp en till bild av detta fornminne |
| Söderåkra 55:1                   | Röse                        |              | Söderåkra, Småland  | Grisbäck    | 56.332213, 16.049697 | 10086800550001 | Ladda upp en bild av detta fornminne      |
| Söderåkra 55:2                   | Stensättning                |              | Söderåkra, Småland  | Grisbäck    | 56.332052, 16.049590 | 10086800550002 | Ladda upp en bild av detta fornminne      |
| Söderåkra 55:3                   | Stensättning                |              | Söderåkra, Småland  | Grisbäck    | 56.331913, 16.049862 | 10086800550003 | Ladda upp en bild av detta fornminne      |
| Söderåkra 57:1                   | Röse                        |              | Söderåkra, Småland  |             | 56.438308, 16.054967 | 10086800570001 | Ladda upp en bild av detta fornminne      |
| Söderåkra 57:2                   | Stensättning                |              | Söderåkra, Småland  |             | 56.437968, 16.055375 | 10086800570002 | Ladda upp en bild av detta fornminne      |
| Söderåkra 58:1                   | Stensättning                |              | Söderåkra, Småland  |             | 56.437744, 16.037098 | 10086800580001 | Ladda upp en bild av detta fornminne      |
| Brömsebrostenen (Söderåkra 62:1) | Minnesmärke                 |              | Söderåkra, Småland  |             | 56.321478, 16.038578 | 10086800620001 | Ladda upp en till bild av detta fornminne |
| Söderåkra 102:1                  | Stensättning                |              | Söderåkra, Småland  |             | 56.458935, 16.094320 | 10086801020001 | Ladda upp en bild av detta fornminne      |
| Söderåkra 102:2                  | Stensättning                |              | Söderåkra, Småland  |             | 56.459036, 16.094485 | 10086801020002 | Ladda upp en bild av detta fornminne      |
| Söderåkra 102:3                  | Stensättning                |              | Söderåkra, Småland  |             | 56.459121, 16.094563 | 10086801020003 | Ladda upp en bild av detta fornminne      |
| Söderåkra 104:1                  | Gravfält                    |              | Söderåkra, Småland  | Gunnarstorp | 56.460773, 16.112677 | 10086801040001 | Ladda upp en bild av detta fornminne      |
| Söderåkra 106:1                  | Stensättning                |              | Söderåkra, Småland  | Järnsida    | 56.352230, 16.054274 | 10086801060001 | Ladda upp en bild av detta fornminne      |
| Söderåkra 110:1                  | Fästning/skans              |              | Söderåkra, Småland  |             | 56.450164, 16.133904 | 10086801100001 | Ladda upp en bild av detta fornminne      |
| Söderåkra 111:1                  | Fästning/skans              |              | Söderåkra, Småland  |             | 56.451460, 16.133874 | 10086801110001 | Ladda upp en bild av detta fornminne      |
| Söderåkra 112:1                  | Fästning/skans              |              | Söderåkra, Småland  |             | 56.452736, 16.132533 | 10086801120001 | Ladda upp en bild av detta fornminne      |
| Söderåkra 113:1                  | Fästning/skans              |              | Söderåkra, Småland  |             | 56.454041, 16.132308 | 10086801130001 | Ladda upp en bild av detta fornminne      |
| Söderåkra 117:1                  | Stensättning                |              | Söderåkra, Småland  |             | 56.460595, 16.082056 | 10086801170001 | Ladda upp en bild av detta fornminne      |
| Söderåkra 159:1                  | Stensättning                |              | Söderåkra, Småland  |             | 56.460248, 16.084282 | 10086801590001 | Ladda upp en bild av detta fornminne      |
| Söderåkra 159:2                  | Stensättning                |              | Söderåkra, Småland  |             | 56.460151, 16.084597 | 10086801590002 | Ladda upp en bild av detta fornminne      |
| Påbonäs borg (Söderåkra 184:1)   | Borg                        |              | Söderåkra, Småland  | Påbonäs     | 56.422693, 16.102170 | 10086801840001 | Ladda upp en bild av detta fornminne      |
| Söderåkra 196:1                  | Minnesmärke                 |              | Söderåkra, Småland  |             | 56.514622, 15.984259 | 10086801960001 | Ladda upp en bild av detta fornminne      |
| Söderåkra 201:1                  | Gravfält                    |              | Söderåkra, Småland  | Påboda      | 56.430863, 16.066800 | 10086802010001 | Ladda upp en till bild av detta fornminne |
| Söderåkra 212:1                  | Fästning/skans              |              | Söderåkra, Småland  |             | 56.348757, 16.073779 | 10086802120001 | Ladda upp en bild av detta fornminne      |
| Söderåkra 213:1                  | Fästning/skans              |              | Söderåkra, Småland  |             | 56.345797, 16.073056 | 10086802130001 | Ladda upp en bild av detta fornminne      |
| Söderåkra 214:1                  | Fästning/skans              |              | Söderåkra, Småland  |             | 56.337744, 16.068184 | 10086802140001 | Ladda upp en bild av detta fornminne      |
| Söderåkra 215:1                  | Fästning/skans              |              | Söderåkra, Småland  |             | 56.334403, 16.068736 | 10086802150001 | Ladda upp en bild av detta fornminne      |
| Söderåkra 216:1                  | Fästning/skans              |              | Söderåkra, Småland  |             | 56.332421, 16.069371 | 10086802160001 | Ladda upp en bild av detta fornminne      |
| Munkastenen (Söderåkra 229:1)    | Minnesmärke                 |              | Söderåkra, Småland  |             | 56.346313, 15.988380 | 10086802290001 | Ladda upp en bild av detta fornminne      |
| Söderåkra 266:1                  | Röse                        |              | Söderåkra, Småland  | Rotavik     | 56.334586, 16.036809 | 10086802660001 | Ladda upp en bild av detta fornminne      |
| Söderåkra 268:1                  | Grav markerad av sten/block |              | Söderåkra, Småland  | Järnsida    | 56.355922, 16.059628 | 10086802680001 | Ladda upp en bild av detta fornminne      |
| Söderåkra 268:3                  | Grav markerad av sten/block |              | Söderåkra, Småland  | Järnsida    | 56.356051, 16.059778 | 10086802680003 | Ladda upp en bild av detta fornminne      |
| Söderåkra 269:1                  | Gravfält                    |              | Söderåkra, Småland  | Järnsida    | 56.353534, 16.055932 | 10086802690001 | Ladda upp en till bild av detta fornminne |
| Söderåkra 270:1                  | Stensättning                |              | Söderåkra, Småland  | Gata        | 56.361339, 16.064744 | 10086802700001 | Ladda upp en bild av detta fornminne      |
| Söderåkra 275:1                  | Röse                        |              | Söderåkra, Småland  |             | 56.459684, 16.084761 | 10086802750001 | Ladda upp en bild av detta fornminne      |
| Söderåkra 277:1                  | Röse                        |              | Söderåkra, Småland  |             | 56.463374, 16.089637 | 10086802770001 | Ladda upp en bild av detta fornminne      |
| Söderåkra 278:1                  | Stensättning                |              | Söderåkra, Småland  |             | 56.462879, 16.099421 | 10086802780001 | Ladda upp en bild av detta fornminne      |
| Söderåkra 279:1                  | Stensättning                |              | Söderåkra, Småland  |             | 56.458392, 16.092041 | 10086802790001 | Ladda upp en bild av detta fornminne      |
| Söderåkra 281:1                  | Röse                        |              | Söderåkra, Småland  | Kabbetorp   | 56.342882, 16.040121 | 10086802810001 | Ladda upp en bild av detta fornminne      |
| Söderåkra 283:1                  | Borg                        |              | Söderåkra, Småland  | Grisbäck    | 56.336589, 16.054451 | 10086802830001 | Ladda upp en till bild av detta fornminne |
| Söderåkra 369                    | Röse                        |              | Söderåkra, Småland  |             | 56.479916, 16.027358 | 12000000130638 | Ladda upp en bild av detta fornminne      |
| Söderåkra 370                    | Röse                        |              | Söderåkra, Småland  |             | 56.471590, 16.020799 | 12000000130640 | Ladda upp en bild av detta fornminne      |

## Torsås
| Namn                      | Lämningstyp                 | Tillkomsttid | Historisk indelning | Plats | Läge                 | ID-nr          | Bild                                 |
| ------------------------- | --------------------------- | ------------ | ------------------- | ----- | -------------------- | -------------- | ------------------------------------ |
| Kyrkogården (Torsås 77:1) | Begravningsplats            |              | Torsås, Småland     |       | 56.385034, 15.821081 | 10087200770001 | Ladda upp en bild av detta fornminne |
| Torsås 102:1              | Stensättning                |              | Torsås, Småland     |       | 56.413344, 15.992946 | 10087201020001 | Ladda upp en bild av detta fornminne |
| Torsås 104:1              | Grav markerad av sten/block |              | Torsås, Småland     |       | 56.469919, 15.973528 | 10087201040001 | Ladda upp en bild av detta fornminne |
| Torsås 104:2              | Grav markerad av sten/block |              | Torsås, Småland     |       | 56.470348, 15.973116 | 10087201040002 | Ladda upp en bild av detta fornminne |
| Torsås 105:1              | Stensättning                |              | Torsås, Småland     |       | 56.427788, 16.020487 | 10087201050001 | Ladda upp en bild av detta fornminne |
| Torsås 264:1              | Stensättning                |              | Torsås, Småland     |       | 56.433200, 16.010696 | 10087202640001 | Ladda upp en bild av detta fornminne |
| Torsås 268                | Gravfält                    |              | Torsås, Småland     |       | 56.382581, 15.969983 | 12000000007730 | Ladda upp en bild av detta fornminne |